# Blepharotoma argentina
Blepharotoma argentina är en skalbaggsart som beskrevs av Frey 1973. Blepharotoma argentina ingår i släktet Blepharotoma och familjen Melolonthidae. Inga underarter finns listade.